# Clima monsonico

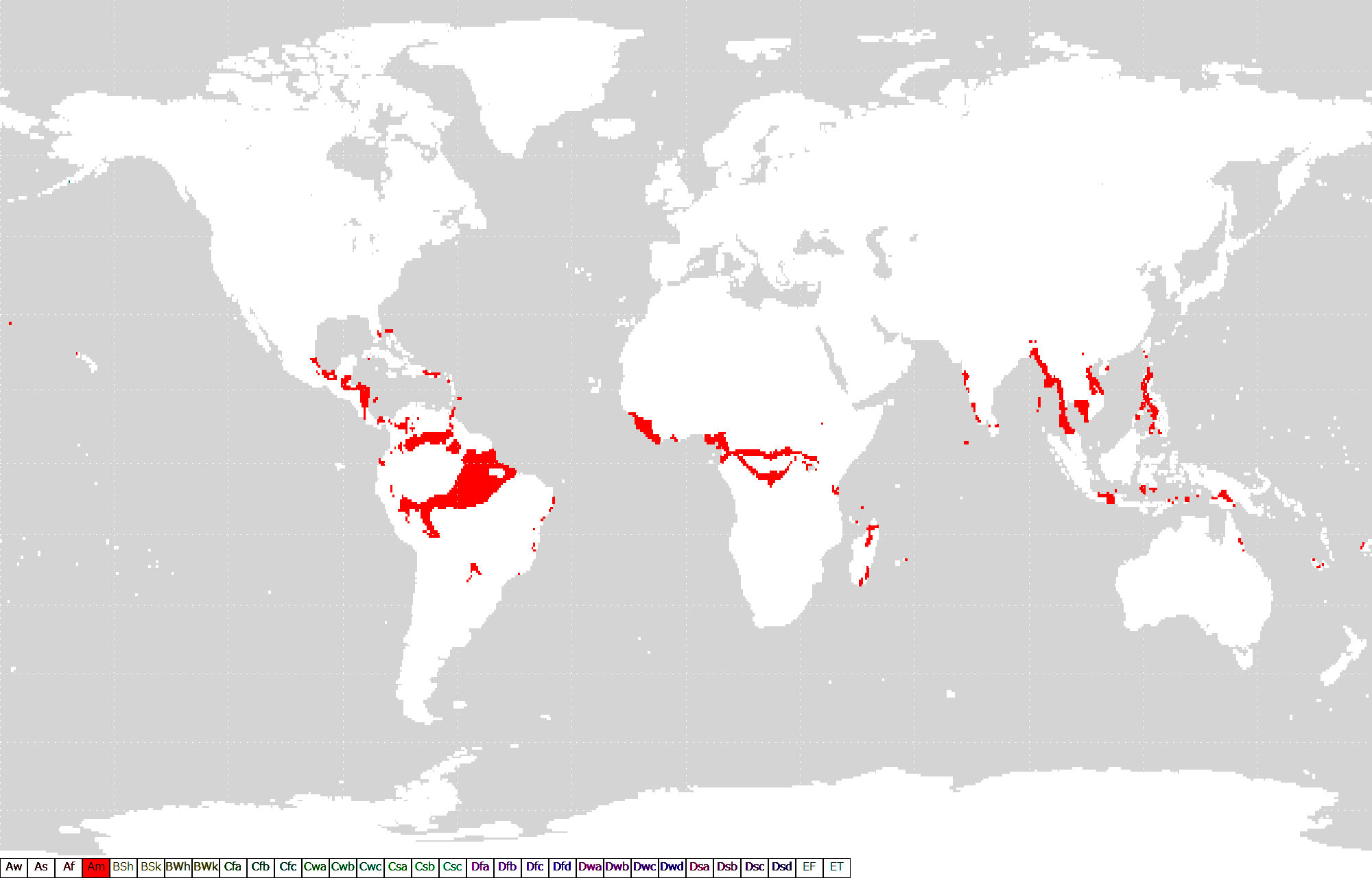
Zone della Terra caratterizzate dal clima monsonico (tropicale con stagione secca)

Il clima monsonico è un clima tropicale umido, secondo la classificazione climatica di Köppen.

## Nel Sud-est asiatico
Il clima monsonico è tipico del subcontinente indiano, del sud-est asiatico e della Cina meridionale. Da giugno a ottobre i monsoni, caldi e carichi di umidità, provengono dall'oceano Indiano soffiando da sud-ovest a nord-est, dal mare verso la terraferma. 
Nel loro percorso dai Ghati occidentali, dove scaricano una parte della loro umidità, attraversano il tavolato del Deccan e si scontrano con l'insormontabile massiccio himalayano, raffreddandosi e rovesciando enormi quantità di pioggia. La pianura del Gange, la zona del golfo del Bengala, che si trovano ai piedi dell'Himalaya, e soprattutto l'Assam sono pertanto tra le zone più piovose della Terra.

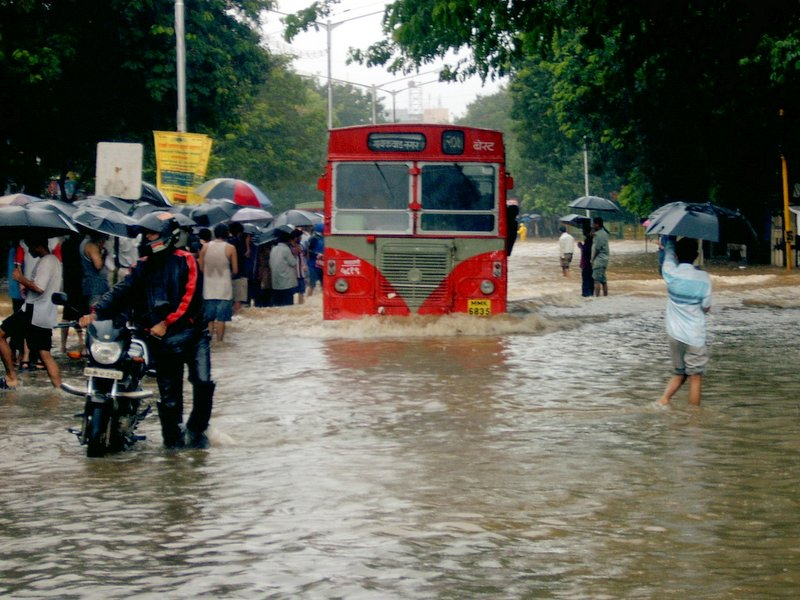
Strada allagata a Bombay durante la stagione estiva

L'alternanza dei monsoni determina anche i ritmi dell'agricoltura e le rese dei singoli anni. Ritardi o anticipi di questi venti possono causare grandi siccità o disastrose alluvioni, che hanno spesso compromesso i raccolti, portando nell'intera regione parecchie carestie.

## Nel mondo
Zone con clima simile (tropicale con stagione secca e umida) si trovano comunque anche da altre parti della Terra come l'Africa (zona del golfo di Guinea e bacino del Congo), certe parti del Madagascar, l'America centrale atlantica, alcune zone del Venezuela e dell'Amazzonia.

## Vegetazione
La flora tipica del clima monsonico è caratterizzata dalla foresta monsonica e dalla giungla; in quest'ultimo bioma, a differenza della foresta pluviale sono presenti molte piante che perdono le foglie durante la stagione secca ed è perciò detta anche "foresta tropicale decidua". Tra gli animali più tipici, l'elefante asiatico e la tigre.